# Avery Architectural and Fine Arts Library
Die Avery Architectural and Fine Arts Library ist eine von 25 Bibliotheken im Columbia University Library System und befindet sich in der Avery Hall auf dem Morningside Heights Campus der Columbia University in New York City. Es ist die größte Bibliothek für Architektur in den Vereinigten Staaten. Die Bibliothek, die Columbias Graduate School of Architecture, Planning and Preservation und dem „Institut für Kunstgeschichte“ dient, sammelt  Bücher and Zeitschriften über Architektur, Denkmalpflege, Kunstgeschichte, Malerei, Skulpturen, Zeichnungen, Kunsthandwerk, Stadtplanung, Immobilien und Archäologie sowie Archivmaterial, das die amerikanischen Architektur im 19. und 20. Jahrhundert dokumentiert. Die Bestände der Sammlungen für Architektur und Schöne Künste sowie das Archivmaterial werden nicht ausgeliehen. Medien aus der Ware Collection, hauptsächlich Bücher über Stadtplanung und Immobilienerschließung, können ausgeliehen werden.
Die Avery Library ist nach dem Architekten Henry Ogden Avery aus New York benannt, einen Freund von William Robert Ware, der 1881 zum ersten Professor für Architektur an der Columbia University ernannt wurde. Kurz nach dem frühzeitigen Tod von Avery im Jahr 1890 gründeten seine Eltern, Samuel Putnam Avery und Mary Ogden Avery, die Bibliothek zum Gedenken an ihren Sohn. Sie spendeten seine Sammlung von 2.000 Büchern, überwiegend über Architektur, Archäologie und Kunsthandwerk, viele seiner Originalzeichnungen sowie Geldmittel zur Abrundung der Buchsammlung und der Gründung einer Stiftung. Die Bibliothek besitzt nun über 400.000 Bände und hat derzeit ungefähr 900 Zeitschriften aufgenommen; mit den Exemplaren aus dem Vermächtnis sind es ungefähr 1.900 Titel. Der historische Lesesaal im Erdgeschoss der Bibliothek ist ein bedeutendes Beispiel der Arbeit des New Yorker Architekturbüros McKim, Mead and White.

## Sammlung
Die Sammlung von Architekturliteratur der Avery Bibliothek ist eine der größten der Welt und enthält Glanzstücke wie das erste gedruckte Buch über Architektur De re aedificatoria von Leon Battista Alberti (1485), die Hypnerotomachia Poliphili von Francesco Colonna (1499) sowie Arbeiten von Giovanni Battista Piranesi. Auch finden sich hier Klassiker der Moderne von Frank Lloyd Wright und Le Corbusier. Die seltensten Exemplare befinden sich in der Abteilung für Klassiker (seltene Bücher).
Darüber hinaus zählt Averys Abteilung für Zeichnungen und Archive zu den größten und bedeutendsten architektonischen Archiven der Welt. Im Bestand befinden sich mehr als eine Million architektonische Zeichnungen, Fotografien, Manuskripte, Geschäftsunterlagen, audiovisuelle Aufnahmen und andere Materialien, in erster Linie Dokumente der Baugeschichte von New York City und der umliegenden Region, mit bedeutenden Beispielen von amerikanischer und weiterer internationaler Architektur mit Bezug zur Arbeit von in New York ansässigen Architekten und Absolventen der Columbia’s School of Architecture.
Zu den bemerkenswertesten Architekten in der Sammlung gehören:
| - Max Abramovitz - Oscar Bluemner - Gordon Bunshaft - Walker O. Cain - Félix Candela - Carrère and Hastings - Giorgio Cavaglieri - Serge Chermayeff - Ogden Codman, Jr. - Harvey Wiley Corbett - Le Corbusier - Alexander Jackson Davis - Delano & Aldrich - Leopold Eidlitz - Wilson Eyre - Abe Feder - Fellheimer & Wagner - Ernest Flagg - Hugh Ferriss - Greene and Greene - Walter Burley Griffin and Marion Mahony Griffin - Bertram Goodhue - Percival Goodman | - Hector Guimard - Charles Coolidge Haight - Talbot F. Hamlin - Wallace K. Harrison - Herts & Tallant - Raymond Hood - Robert Allan Jacobs - Norman Jaffe - Philip Johnson - Ely Jacques Kahn - Charles R. Lamb - Thomas W. Lamb - Morris Lapidus - Frances Henry Lenygon und Jeannette Becker Lenygon - Jac Lessman - Detlef Lienau - Harold Van Buren Magonigle - John J. McNamara - Ludwig Mies van der Rohe - Hermann Muthesius - Paul Nelson | - Richard Neutra - Carl Pfeiffer - Charles A. Platt - John Russell Pope - Rambusch Company/Rambusch Studios - James Renwick, Jr. - James Gamble Rogers - Emery Roth/Emery Roth & Sons - Walter Sobotka - John Calvin Stevens - Gustav Stickley - Russell Sturgis - Louis Sullivan - Bernard Tschumi - Richard Upjohn - Isaac Ware - Warren & Wetmore - Stanford White - Frederick Clarke Withers - Shadrach Woods - Frank Lloyd Wright - York and Sawyer |

Das Archiv ist auch im Besitz von Unterlagen über das Empire State Building, der Guastavino Fireproof Construction Company, der New York Architectural Terra-Cotta Co. und des Woodlawn-Friedhofs in der Bronx, New York, sowie von Arbeiten des Künstlers und Schriftstellers Kenyon Cox, des Journalisten Douglas Haskell, dem Herausgeber des „Architectural Forum“, und Zeichnungen von Wandmalereien und Glasfenstern des Künstlers John La Farge. Die Abteilung verfügt auch über bedeutende Archive der Architekturfotografie, darunter Werke von Charles Dudley Arnold, Cserna George, Samuel Gottscho H. und Joseph W. Molitor. Schließlich enthält die Abteilung Antonio Lafreris „Speculum romanae Magnificentiae“, einen frühen Atlas.

## Avery Index
Die Avery-Bibliothek ist auch die Heimat der „Avery Index to Architectural Periodicals“, eines Programms des Getty Research Institute. Begonnen von Avery im Jahr 1934, enthält dieser Index Zitate aus Artikeln in rund 300 aktuellen und über 1000 retrospektiven Architektur- und artverwandten Zeitschriften, mit Schwerpunkt auf Architektur und Geschichte sowie auf der Archäologie, Landschaftsarchitektur, Innenarchitektur, auf Möbeln und Kunsthandwerk, Gartenkunst, Denkmalpflege, Städtebau und -planung, Immobilien-Entwicklung, Umwelt und Studien. Der Index umfasst auch eine Vielzahl von Nachrufen auf Architekten.